# Flèche empoisonnée
Les flèches empoisonnées sont utilisées pour la chasse par les populations de chasseurs-cueilleurs  du monde entier et sont encore en usage en Amérique du Sud, en Afrique  et en Asie.
Parmi les exemples connus de poisons utilisés pour les flèches on trouve les substances sécrétées par la peau des Dendrobatidae et le curare (ou « AMPI »), un terme générique pour une gamme de poisons dérivés de substances végétales et utilisés pour leurs flèches par les indiens d’Amérique du Sud.

## Histoire
Les flèches empoisonnées sont mentionnées dans la mythologie, notamment la mythologie grecque  avec l’histoire d’Héraclès tuant le centaure Nessus en utilisant les flèches empoisonnées avec le sang de l’hydre de Lerne. Dans l’Odyssée  d’Homère, le héros grec Ulysse  empoisonne ses flèches avec l’hellébore. Les flèches empoisonnées figurent également dans l’épopée d’Homère sur la Guerre de Troie, l’Iliade, dans laquelle les deux belligérants, les Achéens et les troyens utilisent des flèches et des lances empoisonnées.
Les flèches empoisonnées ont été réellement utilisées par des peuples du monde antique, notamment les Gaulois, les Romains et les nomades Scythes  et Soanes. Les historiens de l’Antiquité grecque et romaine décrivent des recettes pour empoisonner les projectiles et mentionnent des batailles historiques où les flèches empoisonnées ont été utilisées. Alexandre le Grand a rencontré les flèches empoisonnés au cours de sa conquête de l'Inde (probablement trempé dans le venin de vipère de Russell) et l'armée du général romain Lucullus a subi des blessures graves infligées par des flèches empoisonnés tirées par des nomades au cours de la troisième guerre de Mithridate (Ier siècle av. J.-C.).
L'utilisation de flèches empoisonnées pour la chasse et de guerre, par les Amérindiens a également été documentée aux États-Unis.
Au cours de différentes époques, les Chinois ont utilisé pour la guerre des projectiles empoisonnés avec diverses substances néfastes.
La mort de Baldr  dans les mythes Scandinaves est due à une flèche empoisonnée.

## Différents poisons
Les poisons utilisés dans le monde pour les flèches proviennent de nombreuses sources:

### Poisons d’origine végétale

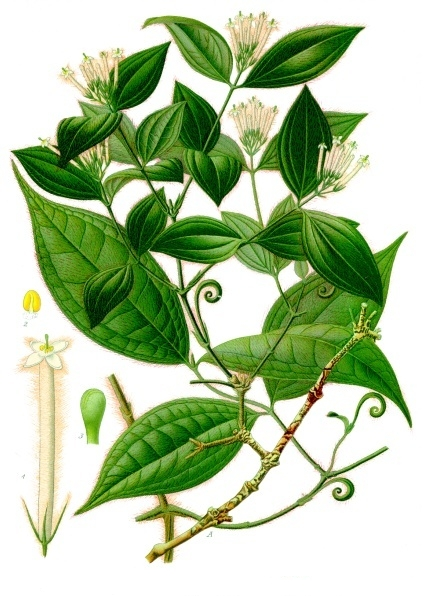
Strychnos toxifera, une plante couramment utilisée dans la préparation du curare

- Le mot curare  est un terme générique pour les poisons qui contiennent de la tubocurarine. Le plus souvent, il est dérivé de l'écorce de Strychnos toxifera, S. guianensis (famille des Loganiaceae), Chondrodendron tomentosum ou Sciadotenia toxifera (famille des menispermaceae). Le curare est un antagoniste compétitif qui bloque les récepteurs nicotiniques au niveau de la membrane post-synaptique de la jonction neuromusculaire. Il s'agit d'un myorelaxant qui provoque la mort par paralysie du système respiratoire, entraînant une asphyxie.

- En Afrique les poisons utilisés pour les flèches sont à base de plantes qui contiennent des glycosides cardiotoniques, tels que l’Acokanthera (contenant la strophanthine), l’oleander (laurier rose), l’asclépiade (asclepias), ou le Strophanthus, qui sont toutes de la famille des Apocynaceae[1]. L’Inee ou onaye est un poison à base de Strophanthus hispidus qui contient la strophanthine, un glycoside cardiotonique. Il est utilisé en Afrique subsaharienne en Afrique de l'Ouest, en particulier au Togo et au Cameroun[5]. L'utilisation de Strychnos usambarensis est également signalée en Afrique centrale[6].

- Les flèches empoisonnées sont largement utilisées dans les jungles d’Assam, de Birmanie  et de Malaisie. Les principales sources végétales sont des poisons membres des genres Antiaris, Strychnos  et Strophanthus. Antiaris toxicaria par exemple, un arbre de la famille des moraceae comme le mûrier et l’arbre à pain, est couramment utilisé à Java et dans les îles voisines. La flèche est enduite de sève ou du jus des graines utilisé seul ou mélangé avec d'autres extraits de plantes[7]. L'ingrédient actif d'action rapide (soit l’antiarine Strychnine ou la strophanthine) attaque le système nerveux central, provoquant la paralysie, les convulsions et l’arrêt cardiaque[7].

- Ont également été utilisées comme poisons plusieurs espèces d’Aconitum ou aconit, qui appartiennent à la famille des renoncules, les ranunculaceae. Les Minaros du Ladakh utilisent A. napellus sur leurs flèches pour chasser le capra sibirica ; elles étaient utilisées jusqu’à une date récente, près du lac d’Yssyk Koul au Kirghizistan[8]. Les Ainous du Japon utilisaient une variété d’Aconitum pour chasser l’ours brun[9]. Il a également été utilisé par les butias et les Lepchas du Sikkim et d’Assam[10],[11]. Les Chinois ont utilisé l’Aconitum comme poison à la fois pour la chasse[12] et pour la guerre[13].

- Les indiens caraïbes ont utilisé des poisons extraits de la sève de l’hippomane mancinella ou du hura crepitans (du genre Hura), tous deux membres comme l’euphorbe de la famille des Euphorbiaceae[14].

### Poisons d’origine animale

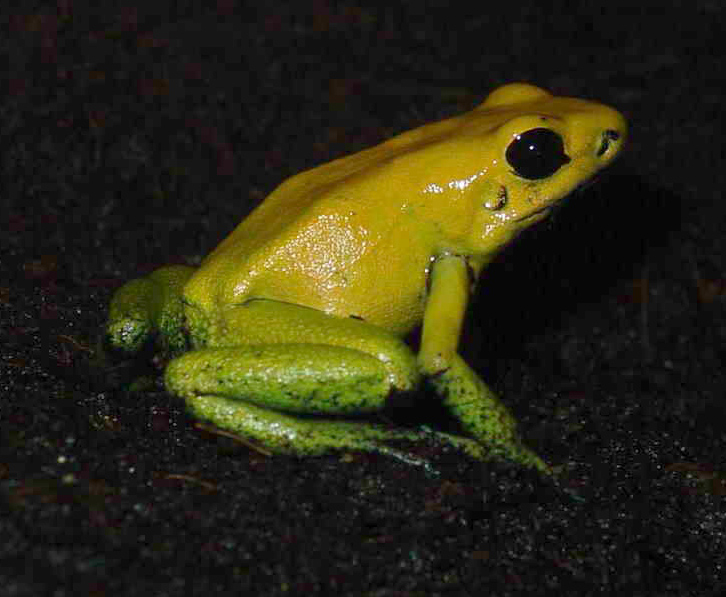
Le Phyllobates bicolor, une espèce de la famille des dendrobatidae dont les sécrétions sont utilisées pour la préparation de fléchettes empoisonnées.

- En Amérique du Sud, des tribus comme les Noanamá Chocó et les emberá Chocó de l'ouest de la Colombie  trempent la pointe de leur fléchettes de sarbacane dans le poison recueilli sur la peau des trois espèces de Phyllobates , un genre de Dendrobatidae. Dans le nord du Chocó, le Phyllobates aurotaenia est utilisé, tandis que le Phyllobates bicolor  est utilisé dans le Risaralda  et au sud du Chocó. Dans le Cauca, le Phyllobates terribilis est utilisé pour la fabrication de fléchettes. Le poison est généralement collecté par torréfaction des grenouilles sur le feu, mais les batrachotoxines  de P. terribilis sont tellement puissantes qu'il suffit de tremper le dard sur le dos de la grenouille sans la tuer.

- Dans le nord du désert du Kalahari, le poison le plus couramment utilisé pour les flèches provient de la larve  et de la pupe de coléoptères chrysomelidae du genre Diamphidia. Il est appliqué sur la flèche, soit par pression du contenu de la larve directement sur la flèche, mélangé avec la sève de plantes qui agissent comme une colle, soit par mélange d'une poudre fabriquée à partir de la larve sèche avec du jus de plantes et appliqué à l’extrémité de la flèche. La toxine est lente à agir et les grands animaux peuvent survivre 4-5 jours avant de succomber à ses effets[15].

### Préparation
Le compte rendu suivant du XVIIe siècle décrit comment les poisons utilisés pour les flèches étaient préparés en Chine :
"En préparant des flèches empoisonnées pour abattre les bêtes sauvages, les tubercules d’Aconitum sauvage sont bouillis dans l'eau. Le liquide produit, très visqueux et toxique, est appliqué sur les arêtes vives de la flèche. Les pointes de flèches traitées sont efficaces pour tuer rapidement à la fois les êtres humains et les animaux, même si la victime présente seulement une égratignure. "